# Aquila d'Arroscia
Aquila d'Arroscia (en ligur Àquila) és un comune italià, situat a la regió de la Ligúria i a la província d'Imperia. El 2011 tenia 174 habitants.

## Geografia
La vila es troba a la vall de l'Arroscia i compta amb una superfície és de 10,06 km² i les frazioni d'Affredore, Aira, Canto, Ferraia, Loga, Maglioreto, Montà, Mugno, Piazza (seu de l'ajuntament) i Salin. Limita amb les comunes d'Alto, Borghetto d'Arroscia, Caprauna, Nasino, Onzo i Ranzo.